# 園田映人
園田 映人（そのだ ひでと、1970年5月5日 - ）は、日本の映画監督。宮崎県都城市生まれ、埼玉県育ち。

## 経歴・人物
1970年、宮崎県都城市生まれ、埼玉県育ち。
早稲田大学第一文学部哲学科を卒業。
映画監督を目指した切っ掛けは、16歳のとき、上野の東京文化会館でロリン・マゼール指揮、読売日響演奏で マーラーの「復活」を聞き、その時の衝撃が、園田の心を満たし、表現の仕事をするきっかけになっった。
2003年に企業用ビデオ中心 の映像制作会社を立ち上げ、「レイシェルスタジオ」を起業。
一般企業のCMや教育ビデオ、プロモーションビデオ制作を行う。その傍ら、長編映画「JAZZ」、ドキュメンタリー映画「bloom」などの制作・監督を務める。
好きな映画
「丹下左膳余話百万両の壺（山中貞雄版）」「無法末の一生（板妻版）」
「ラブ・ストリームス（Jカサベテス）」 「一日だけの淑女（Fキャプラ）」「8 1/2（Fフェリーニ）」
「大河のうた（Sレイ）」など。

## 作品

### 映画
- FIRE（2003年、レイシェルスタジオ）監督・企画・制作・編集
- JAZZ（2004年、レイシェルスタジオ）監督・企画・制作・編集
- bloom～生まれたのは私（2008年1月、レイシェルスタジオ）監督・企画・制作・編集

（厚生労働省推薦、シューレ大学国際映画祭選定）
- 尖閣ロック（2013年6月、「尖閣ロック」製作委員会）監督・企画・制作・撮影・編集

（ゆうばり国際映画祭出品）
- 天使に“アイム・ファイン”（2016年3月、ニュースター・プロダクション）監督・脚本
- 哲人王 〜李登輝対話篇〜（2019年6月、哲人王製作委員会）監督・脚本・プロデューサー
- LOVE SUPREME

## 出演・掲載など
インタビュー
- 脚本へのこだわり 映画「天使に"アイム・ファイン"」雑誌『ザ・リバティ』2016年5月号[4]